# Генуя
Ге́нуя (итал. Genova [ˈdʒɛːnova], лиг. Zena [ˈzeːna], лат. Genua, Ianua) — город на севере Италии. Административный центр области Лигурия и одноимённой территориальной единицы, приравненной к провинции.
Население — около 580 тысяч человек (2017 год). Шестой по величине город страны, образующий агломерацию Большая Генуя (ит.) с населением свыше 1,5 миллиона человек. Расположен на северо-западе Италии, на берегу Генуэзского залива Лигурийского моря. Вытянулся узкой полосой более чем на 30 км и ограничен с двух сторон морем и Апеннинскими горами. Центр Лигурийской Ривьеры.
Является крупнейшим морским портом Италии. Также в городе расположены международный аэропорт имени Христофора Колумба и метрополитен. Исторический центр примыкает к старому порту. Дворцы знати Палацци-деи-Ролли находятся под охраной ЮНЕСКО.
В древности — поселение лигуров, завоёванное римлянами в III веке до н. э. С XI века город Генуя вёл активную торговлю в Средиземном море; благодаря участию в крестовых походах превратился в могущественную Генуэзскую республику с многочисленными заморскими колониями. После поражения в войне с Венецией и смещения торговых путей в Атлантический океан в XIV—XVI веках она пришла в упадок, потеряв независимость в 1797 году.
Родина Христофора Колумба. Покровителем города почитается святой Иоанн Креститель, его день отмечается 24 июня.

## Этимология
Большинство источников сходится к кельтскому происхождению названия города, от галльск. gen — «рот, речной порт», что можно отнести к названию устья ручья Бисаньо, впадающего в Лигурийское море. Впоследствии название перешло в латинский язык (лат. Genua), а позднее — в итальянский (итал. Genova). Некоторые европейские лингвисты рассматривают взаимосвязь между названиями «Генуя» (итал. Genova) и «Женева» (фр. Genève).
Существует версия происхождения названия из этрусского языка — этр. Kainua — что в переводе значит «новый город».
Не исключено и греческое происхождение названия — др.-греч. ξένος, что в переводе значит «иностранец», так как в портовый город часто приплывали люди разных народностей.

## История

### Ранний период
В период античности на территории нынешнего города располагалась крохотная греческая колония — здесь найдены остатки греческих захоронений. Во время Пунических войн Лигурия выступала на стороне Рима. В 209 г. до н. э. рыбацкое поселение лигуров было разрушено войсками Карфагена.
После падения Римской империи местность была захвачена сначала остготами, в VI веке — византийцами, потом лангобардами. В VIII веке эта территория была завоевана франками.
Превращение Генуи в один из крупнейших портов Средиземноморья началось в X веке, в особенности после набега Фатимидов в 934 году, после которого горожане под руководством епископа и местного феодального властителя (виконта) построили новые городские укрепления и принялись укреплять связи с другими христианскими центрами. С тех пор генуэзские суда стали регулярно заходить в порты Испании и Палестины.

### Генуэзская республика

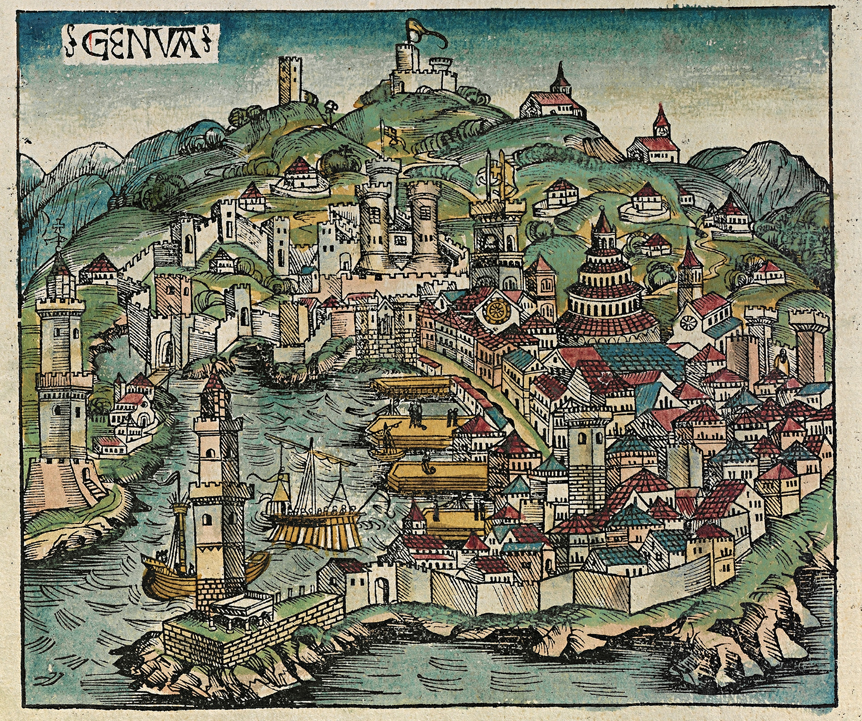
Генуя в 1493 году. Рис. из «Нюрнбергской хроники»

К началу XII века Генуя становится независимым городом-государством. Формально признавая власть императора Священной Римской империи и епископа, Генуя фактически управлялась советом выборных консулов. Особенность генуэзской талассократии состояла в том, что наиболее влиятельные семейства — Фиески, Спинола, Дориа, Гримальди — представляли торговые интересы различных гильдий и тем самым уравновешивали друг друга. Городом управляли как торговой компанией, при этом постоянные политические раздоры долгое время нисколько не мешали его развитию.
Во времена крестовых походов по своему богатству и влиянию Генуя превосходила многие королевства Европы. Наряду с Пизой, Венецией, Гаэтой и Амальфи это была морская республика со 100 000 жителей (среди которых было много выходцев из других земель), развитой торговлей, судостроительной промышленностью и даже банковской системой.
Экономическое благополучие Генуи зависело от разветвлённой сети колоний. Подчас это были отдельные здания (торговые фактории), местами — городские предместья (например, Галата под Константинополем), а иногда генуэзцы завладевали целыми островами и побережьями (например, Корсикой и северной частью Сардинии). Проникновение генуэзцев в восточные моря осуществлялось как при помощи дипломатических договорённостей, так и путём прямого военного вторжения. Благодаря союзу с византийским императором (1261) и монголами генуэзцам удалось обосноваться в Кафе, Тамани, Тане и других ключевых пунктах Северного Причерноморья (см. генуэзские колонии в Северном Причерноморье). Победы над пизанским флотом при Мелории (1284) и над венецианцами при Курцоле (1298) ознаменовали наступление краткого века генуэзского господства во всём Средиземноморье.

#### Период упадка

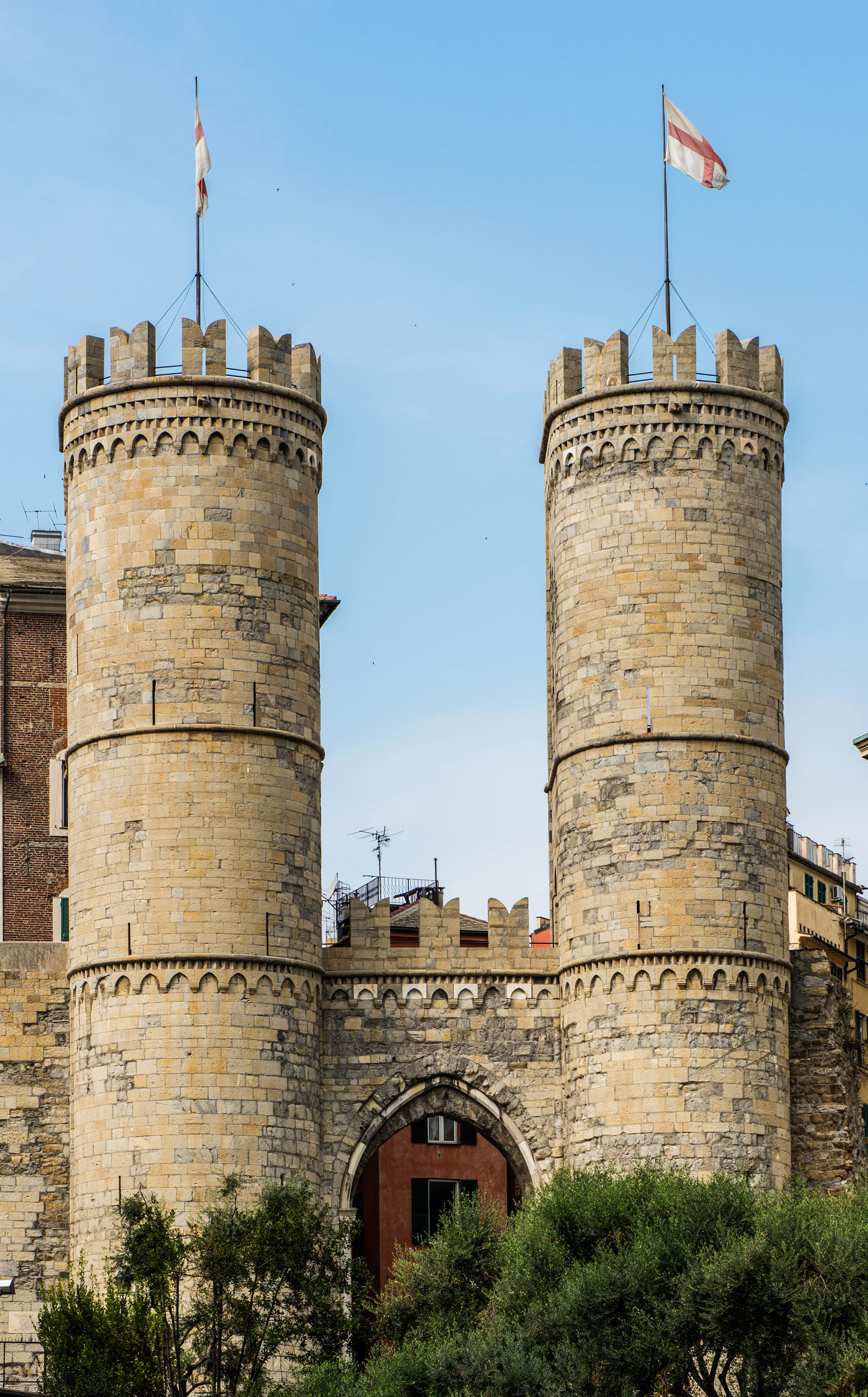
Порта-Сопрана — уцелевший фрагмент городской стены XII века

Признаки политического и экономического кризиса проявились в Генуе в середине XIV века. Попытки положить конец внутренним раздорам вылились в 1339 году во введение института выборных дожей на венецианский манер. В 1394—1409 годах Генуя оказалась в политической зависимости от французов, в 1421—1435 годах — от миланцев. К середине XV века республика окончательно потеряла статус великой державы: Корсика бунтовала, Сардинией завладели арагонцы, колонии в Леванте подвергались набегам турок и мамлюков. Испанцы, французы и миланцы то и дело вторгались даже в республиканскую метрополию — Лигурию.
В 1528 году адмирал Андреа Дориа убедил горожан принять новый порядок управления, по которому дожи избирались на два года, но решающее слово сохранялось за купеческой олигархией. В 1470 году был основан Генуэзский университет, а двадцать лет спустя самый знаменитый уроженец Генуи Христофор Колумб открыл Америку. Дориа сделал ставку на союз с Испанией, который позволил генуэзцам «снимать сливки» с испанской колонизации Америки, пуская в торговый оборот добытое там золото. Благодаря этой стратегии в конце XVI и начале XVII веков Генуя оставалась одной из наиболее благополучных земель в Италии и вела большое строительство.
К XVIII веку зависимая от американского золота экономика Генуи, как и Испании, пришла в полный упадок, а в 1768 году республика была принуждена уступить французам своё последнее «заморское владение» — Корсику.

### XIX—XXI века
В 1797 году Наполеон преобразовал слабую Генуэзскую республику во французский протекторат под названием Лигурийской республики, а через восемь лет и вовсе присоединил её к Франции. По условиям Венского конгресса, город отошёл к Пьемонту, после чего началось его быстрое развитие в качестве главного порта Сардинского королевства, а затем и всей Италии. К началу XX века Генуя уже смогла оспорить у Марселя звание самого оживленного порта во всём Средиземноморье.
В 2001 году в Генуе прошёл саммит «Большой восьмёрки», сопровождавшийся крупнейшими протестами антиглобалистов (один человек погиб).

## Климат
В городе влажный субтропический климат с прохладной зимой и жарким летом.
| Показатель                    | Янв.  | Фев. | Март | Апр. | Май  | Июнь | Июль | Авг. | Сен.  | Окт.  | Нояб. | Дек. | Год    |
| ----------------------------- | ----- | ---- | ---- | ---- | ---- | ---- | ---- | ---- | ----- | ----- | ----- | ---- | ------ |
| Средний суточный максимум, °C | 11,4  | 12,2 | 14,6 | 16,8 | 20,5 | 23,9 | 27,3 | 27,7 | 24,4  | 20,0  | 15,1  | 12,5 | 18,9   |
| Средняя температура, °C       | 8,5   | 9,1  | 11,4 | 13,7 | 17,4 | 20,8 | 24,1 | 24,4 | 21,1  | 16,9  | 12,2  | 9,5  | 15,7   |
| Средний суточный минимум, °C  | 5,5   | 6,0  | 8,2  | 10,5 | 14,2 | 17,6 | 20,9 | 21,0 | 17,9  | 13,8  | 9,2   | 6,5  | 12,6   |
| Норма осадков, мм             | 101,8 | 74,0 | 81,7 | 88,0 | 72,4 | 58,2 | 27,2 | 69,3 | 136,4 | 171,3 | 108,8 | 93,1 | 1082,2 |
| Источник: meteoAM             |       |      |      |      |      |      |      |      |       |       |       |      |        |

## Транспорт
- Генуэзский порт.

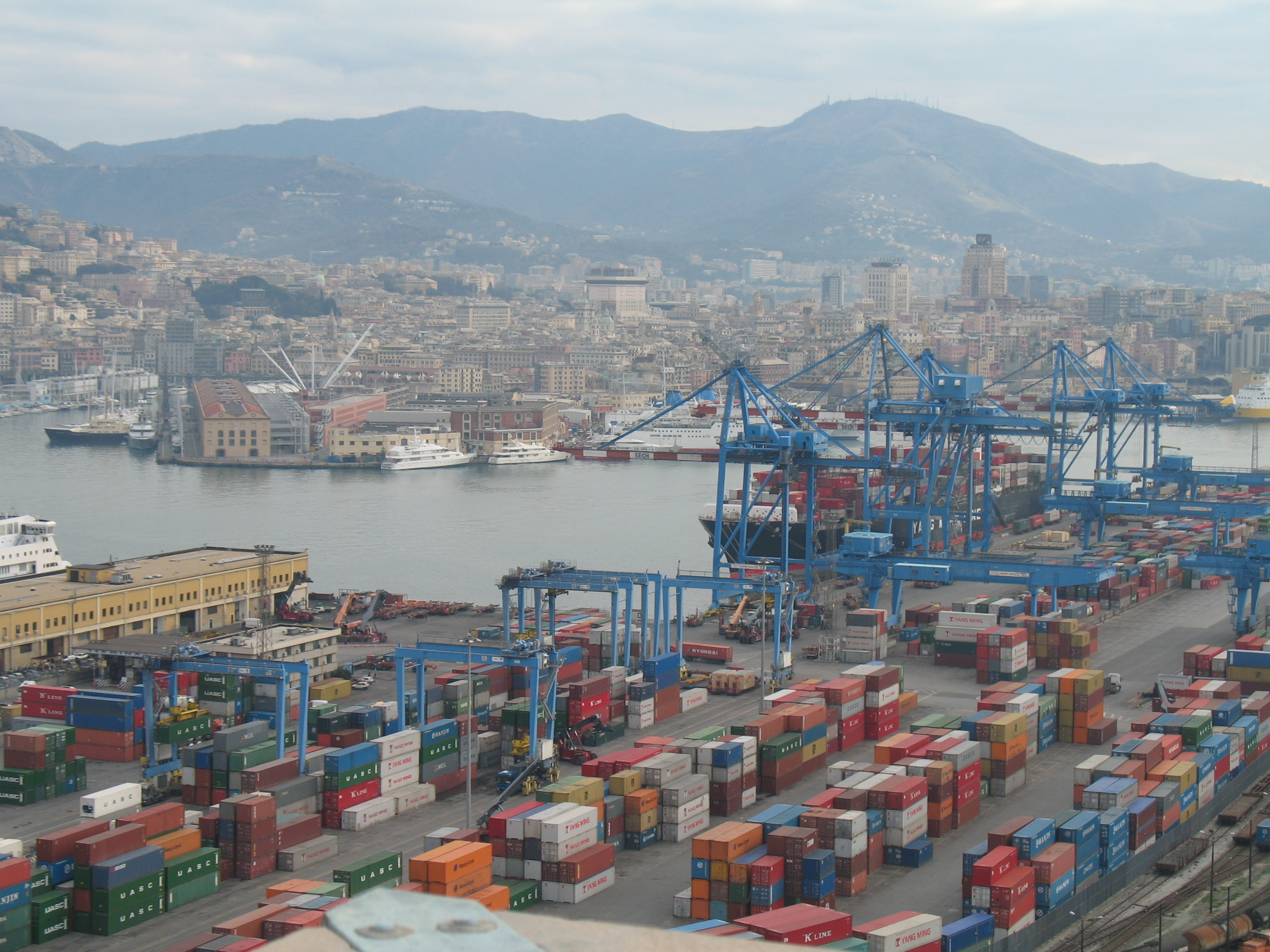
Морской порт Генуи

- Международный аэропорт имени Христофора Колумба находится в западной части города, примерно в 10 км от центра.
- От Генуи расходятся 5 основных железнодорожных путей — Генуя — Вентимилья, Специя — Пиза — Рим, Овада, Милан и Турин.
- Большая часть автотрасс была построена в 1930-е годы, однако они многократно перестраивались и обновлялись.
- Генуэзский метрополитен.

## Достопримечательности
См. также: Категория:Достопримечательности Генуи
Средоточием жизни Генуэзской республики была площадь Банки, украшением которой является Лоджия-деи-Мерканти — место, где была открыта первая в Италии товарная биржа. Центральной площадью современного города является площадь Феррари. Улица Сан-Лоренцо выводит к собору святого Лаврентия, освящённому в 1118 году папой Геласием II; основные переделки его облика относятся к началу XIV и к середине XVI века. Соборная капелла Сан-Джованни (1450—1465) задумывалась как вместилище христианских реликвий Генуи, преимущественно связанных с именем Иоанна Крестителя. Наиболее колоритным напоминанием о средневековом могуществе Генуи являются высокие ворота Порта-Сопрана — уцелевший фрагмент городской стены XII века.
Дворец дожей строился за несколько заходов и отражает вкусы разных эпох; общая площадь относящихся к нему сооружений превышает 35 тыс. м². В городе сохранились Палацци-деи-Ролли — дворцы, некогда принадлежавшие ведущим фамилиям республики; в 2006 году они были объявлены памятниками Всемирного наследия и находятся под защитой ЮНЕСКО. Среди этих дворцов, построенных вдоль «Новой улицы» (Le Strade Nuove), ныне Виа Гарибальди — произведения выдающихся генуэзских архитекторов: Галеаццо Алесси и Бартоломео Бьянко, автора здания колледжа иезуитов, которое ныне занимает Университет Генуи.
Дворец сардинских королей относится к более поздней эпохе, будучи выдержан в стиле барокко. Главный городской театр Карло Феличе (1828) полностью выгорел во время Второй мировой войны, но впоследствии восстановлен. Интересная этнографическая коллекция представлена в Музее культур мира.
На дне бухты Сан-Фруттуозо недалеко от Генуи находится статуя Христа, известная как Христос из бездны. Вблизи города находятся Аквариум Генуи и утопающее в зелени кладбище Стальено, прославленное на весь мир своими мраморными изваяниями.

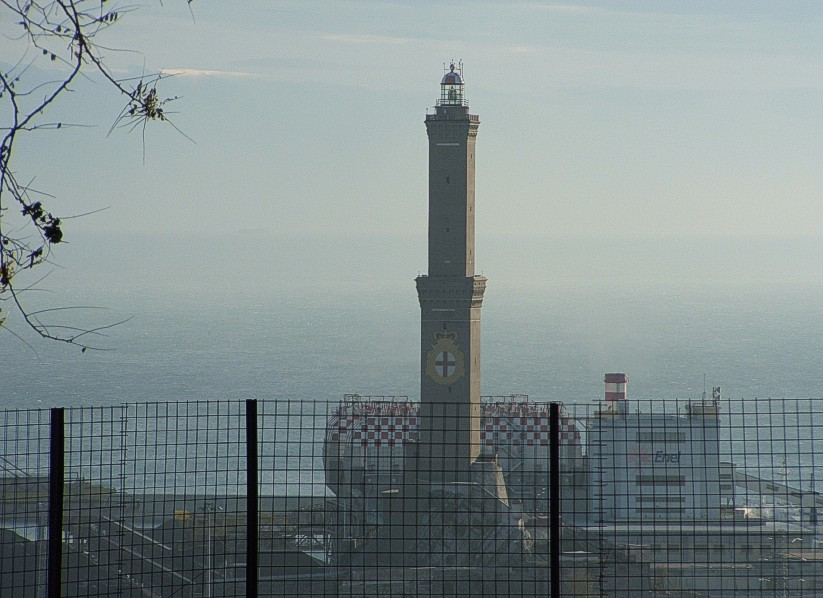
Маяк Лантерна
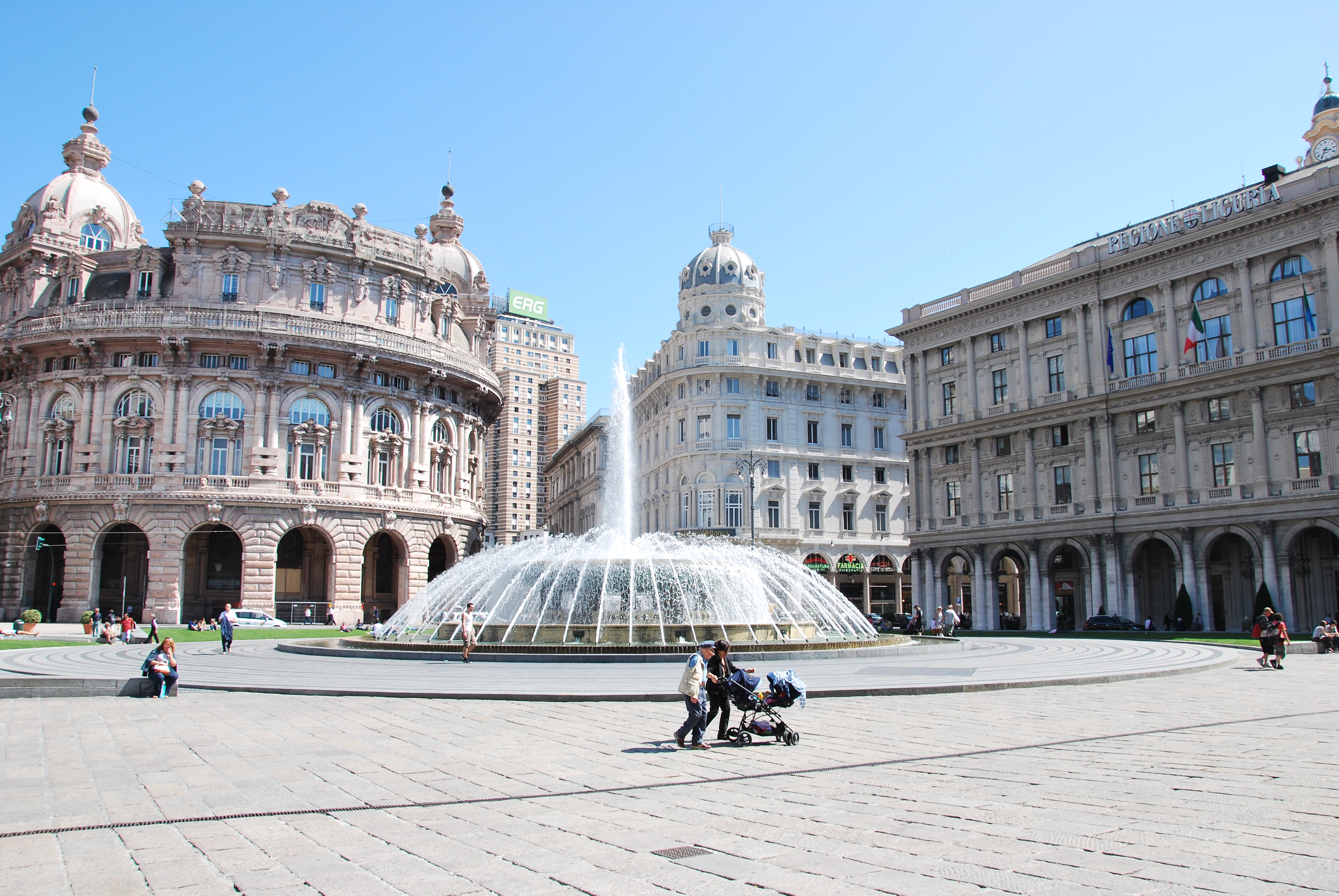
Площадь Феррари
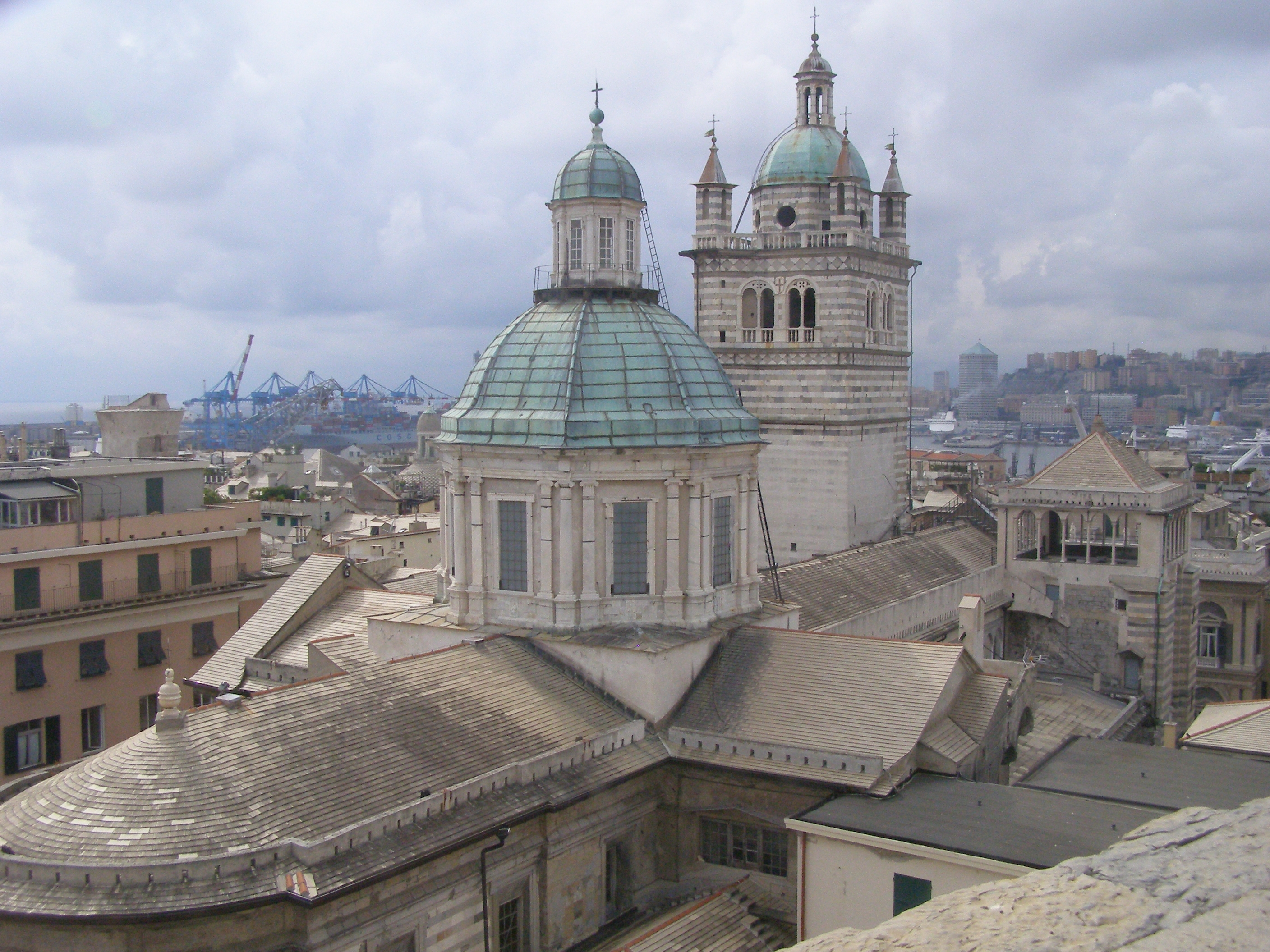
Собор Святого Лаврентия
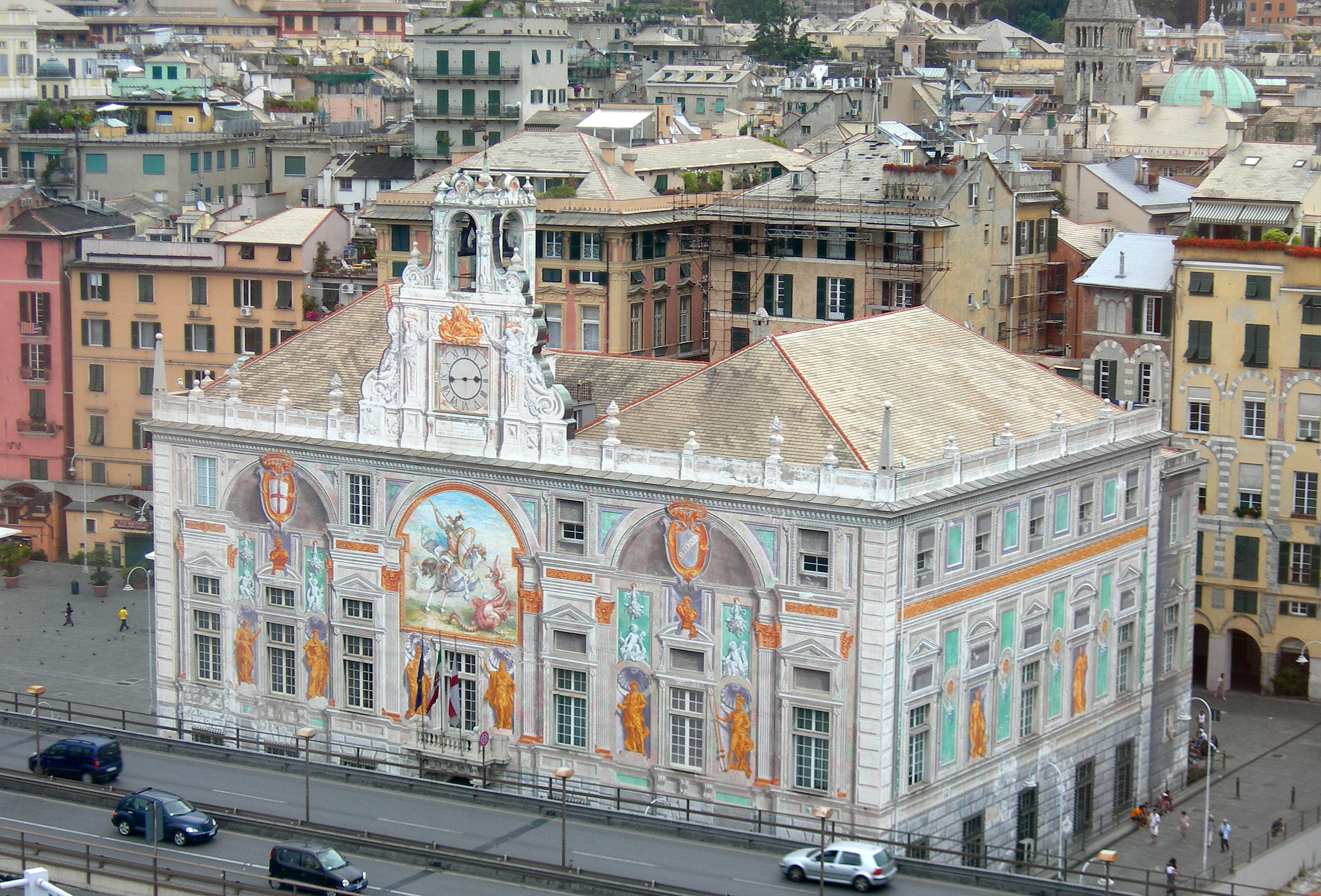
Банк Сан-Джорджо

## Города-побратимы
1. Сумгаит, Азербайджан
2. Афины, Греция
3. Хиос, Греция (1985)
4. Екатеринбург, Россия
5. Санкт-Петербург, Россия (2002)
6. Тамбов, Россия
7. Балтимор, США
8. Колумбус, США
9. Одесса, Украина
10. Марсель, Франция
11. Риека, Хорватия (2004)

В честь Генуи назван астероид (485) Генуя, открытый в 1902 году итальянским астрономом Луиджи Карнера.

## Известные уроженцы
Родившиеся в Генуе